# Cassa Tiebala
Cassa Tiebala (em francês: Kassa) foi um nobre senufô de Nielé, na atual Costa do Marfim, que esteve ativo no século XIX.

## Vida
Cassa era um nobre senufô da família Tiebala. Segundo a tradição oral, assistido por um tenente chamado Singar (Sungaru), deixou o Império de Congue na frente de um pequeno exército após distúrbios no país e rumou a noroeste em direção a Nielé, onde se estabeleceu com permissão dos tauagas, os primeiros ocupantes do país. Com sua morte tempos depois, foi sucedido por Uocom, cuja relação, se havia alguma, é incerta.